# Loren Bouchard
Loren Hal Bouchard (født 1969) er en amerikansk stemmeskuespiller.